# Asterion (anatomia)
Asterion – w anatomii człowieka symetryczny punkt na boczno-tylno-dolnej powierzchni czaszki w miejscu styku kości ciemieniowej, tożstronnej kości skroniowej oraz kości potylicznej. Inaczej, miejsce styku szwu węgłowego, szwu potyliczno-sutkowego (przedłużenia szwu węgłowego) oraz szwu ciemieniowo-sutkowego (przedłużenia szwu łuskowego).